# Escuela Técnica Superior de Ingenieros Industriales de Albacete
La Escuela Técnica Superior de Ingenieros Industriales de Albacete (ETSIIAB) es un centro docente de la Universidad de Castilla-La Mancha situado en el campus de Ciudad Universitaria de la ciudad española de Albacete, donde se imparten estudios superiores de ingeniería industrial.

## Historia
La Escuela Técnica Superior de Ingenieros Industriales de Albacete nació en 1978, con anterioridad a la creación de la Universidad de Castilla-La Mancha, con el nombre de Escuela Politécnica Superior de Albacete, de la Universidad de Murcia, donde se impartía la titulación de Ingeniero Técnico Industrial Especialidad Mecánica. Tuvo su primera sede en el edificio Sindicatos. Hasta 2018 formó a más de 2200 ingenieros industriales.

## Titulaciones
La Escuela de Ingenieros Industriales imparte los siguientes títulos de grado y posgrado:
- Grado en Ingeniería Mecánica
- Grado en Ingeniería Electrónica Industrial y Automática
- Grado en Ingeniería Eléctrica
- Máster Universitario en Ingeniería Industrial

## Departamentos docentes
La ETSIIAB es sede del Departamento de Ingeniería Eléctrica, Electrónica, Automática y Comunicaciones que coordina la formación académica en toda la Universidad de Castilla-La Mancha de esta materia a través de las distintas áreas de conocimiento.
No obstante, las siguientes áreas de conocimiento tienen actividad en el centro:
- Departamento de Administración de Empresas
- Departamento de Filología Moderna
- Departamento de Física Aplicada
- Departamento de Ingeniería Eléctrica, Electrónica, Automática y Comunicaciones
- Departamento de Ingeniería Química
- Departamento de Matemáticas
- Departamento de Mecánica Aplicada e Ingeniería de Proyectos
- Departamento de Sistemas Informáticos
- Departamento de Química y Física